# Голчатий живильник

Голчатий живильник АПІ-1 та клапанний живильник ПРІ-1  (рис.) — для дозування чистих реагентів або розчинів (напр., ксантогенатів, сірчистого натрію та ін.). У живильниках цих типів реагент вводиться у ємність 1 знизу, а зливний отвір розташований у верхній частині корпуса.
У голчатому живильнику АПІ-1 дозування реагенту регулюється зміною площі живого перетину дроселя при переміщенні голки 2 по лекалу 3.